# Durward Gorham Hall
Durward Gorham Hall (ur. 14 września 1910 w Cassville, zm. 15 marca 2001 w Albany) – amerykański polityk, członek Partii Republikańskiej.

## Działalność polityczna
W okresie od 3 stycznia 1961 do 3 stycznia 1973 przez sześć kadencji był przedstawicielem 7. okręgu wyborczego w stanie Missouri w Izbie Reprezentantów Stanów Zjednoczonych.